# Jules Bonnot

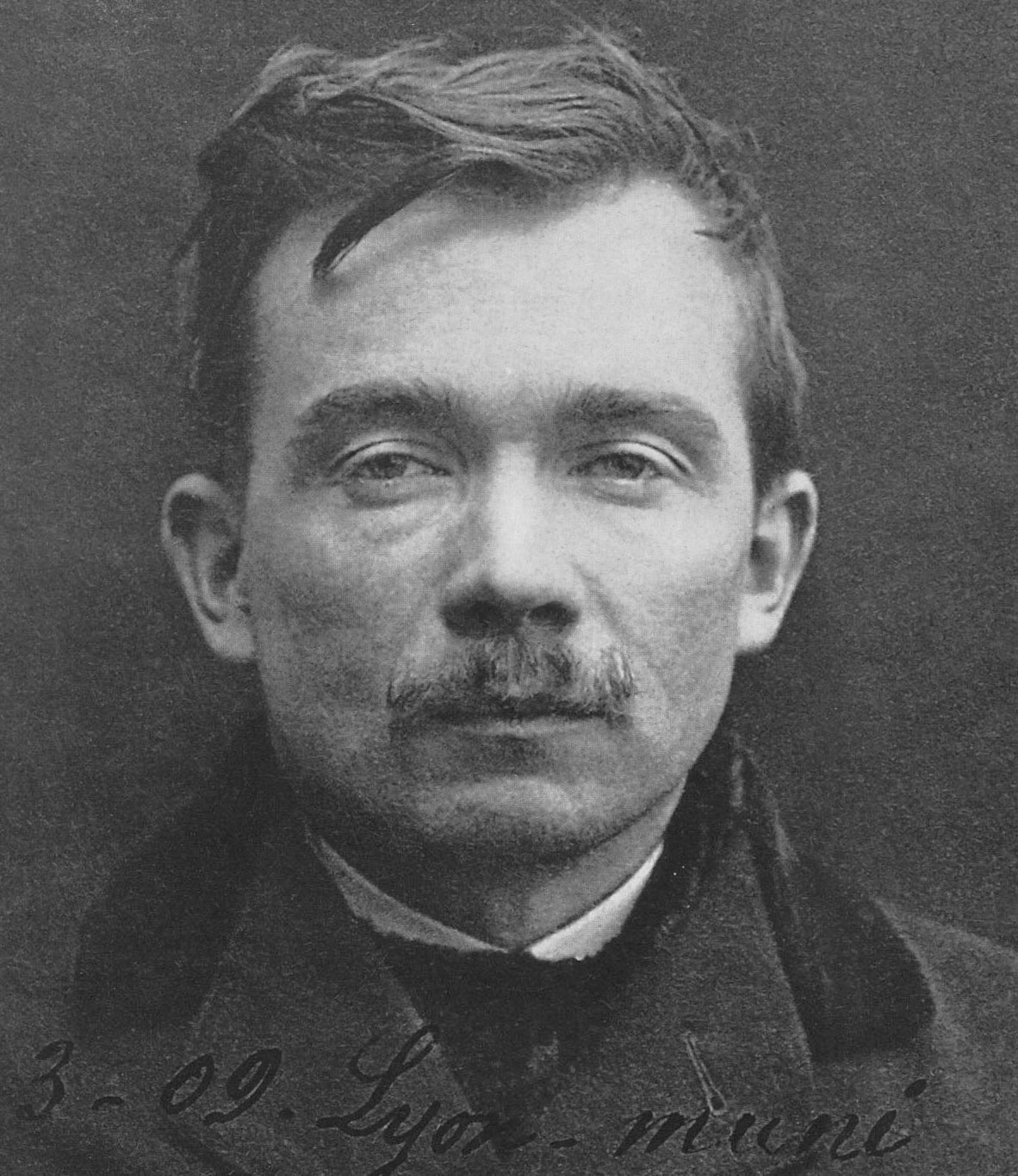
Jules Bonnot, politiefoto 1909

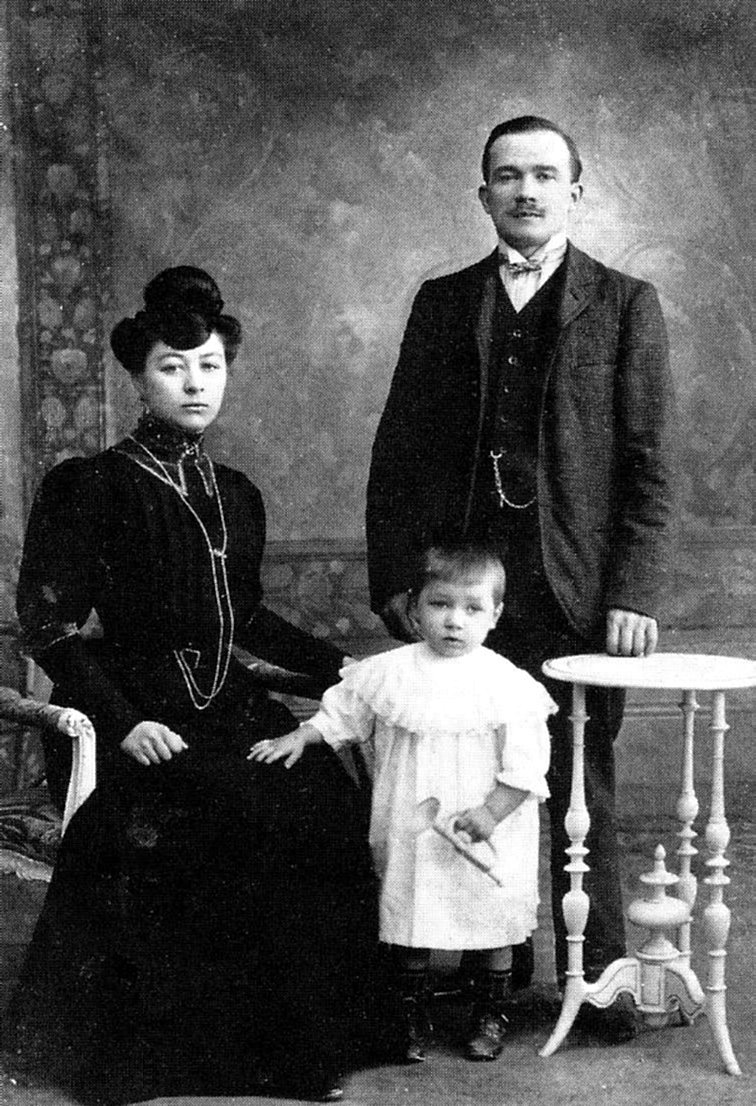
Bonnot, Sophie en dochter, 1906

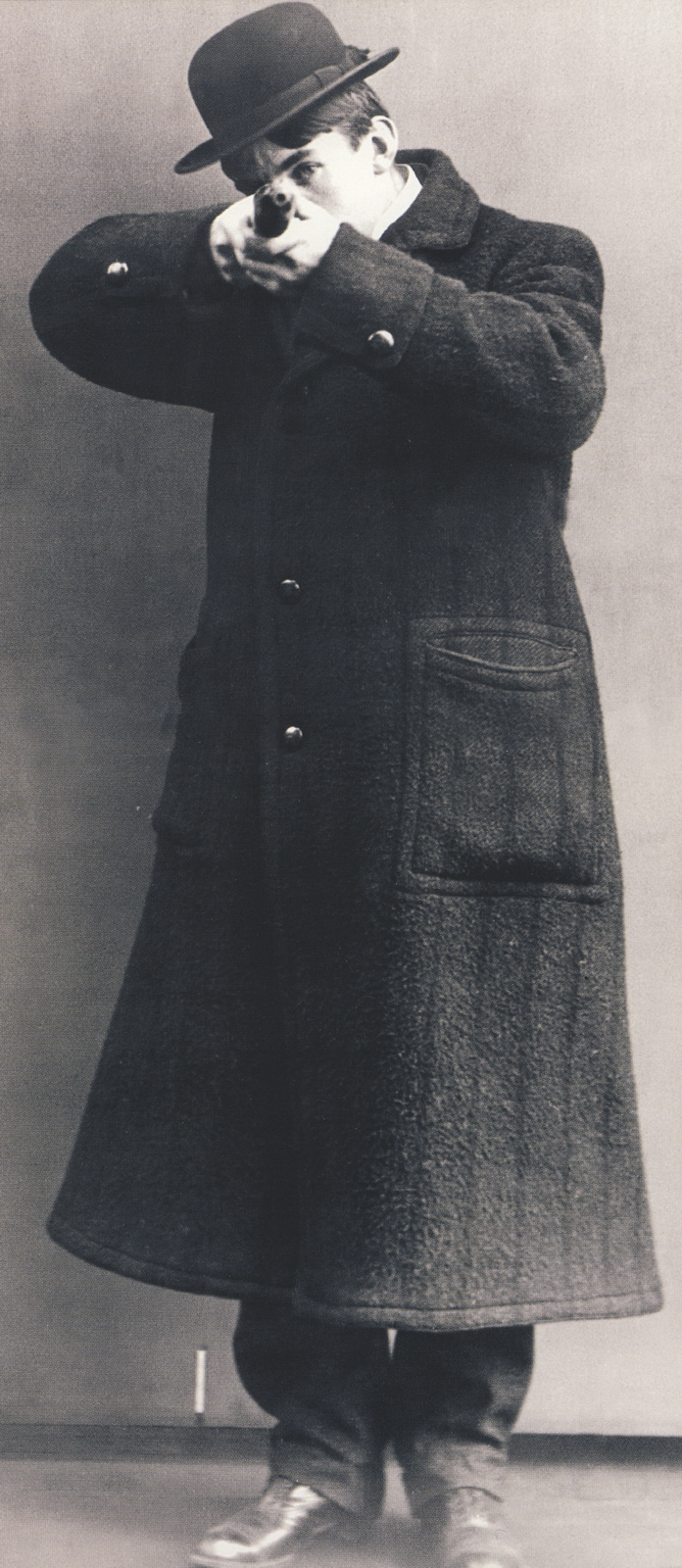
André Soudy, bendelid, 1911

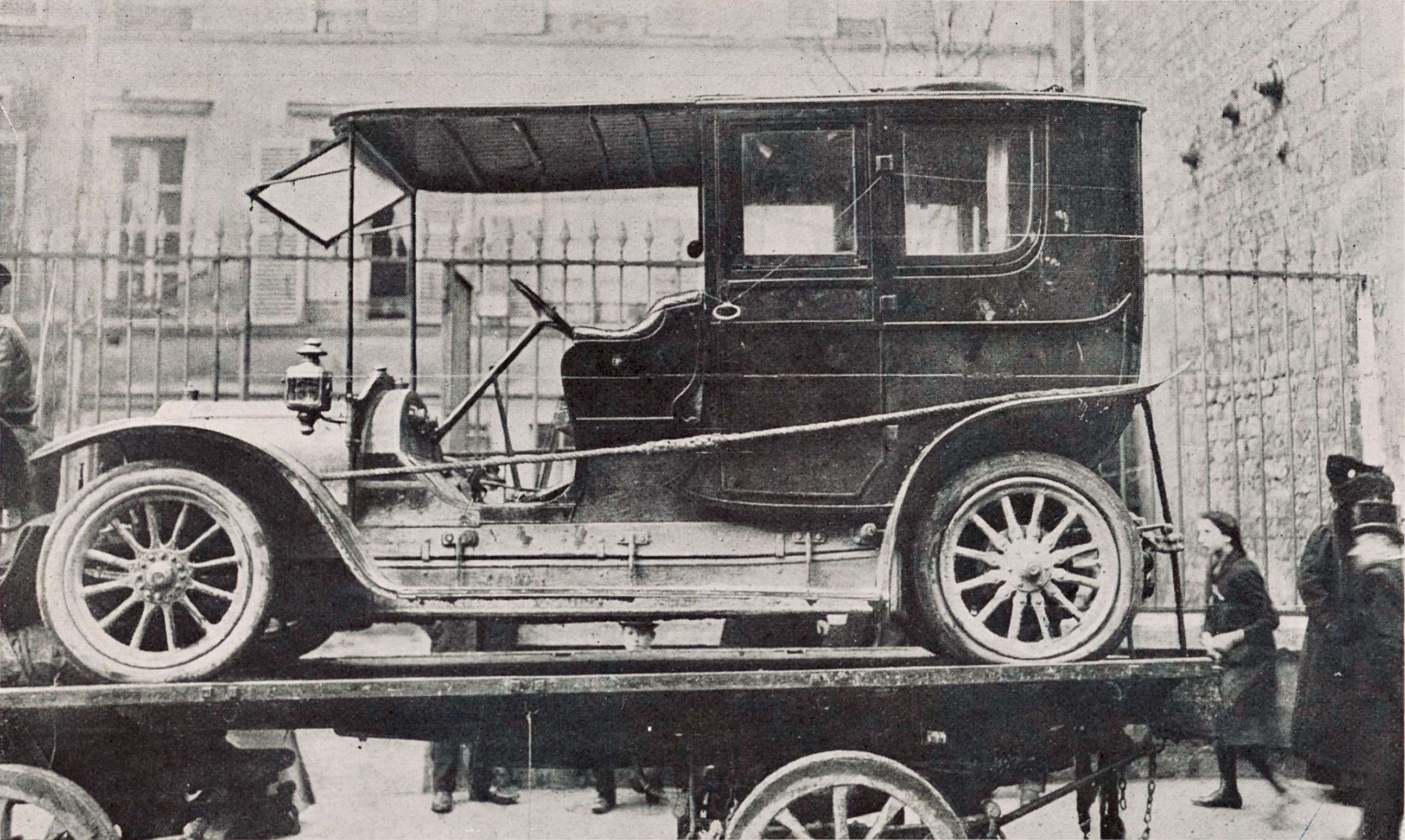
De van de aristocraat Normand gestolen auto die de Bonnot-bende gebruikte bij haar eerste roofoverval

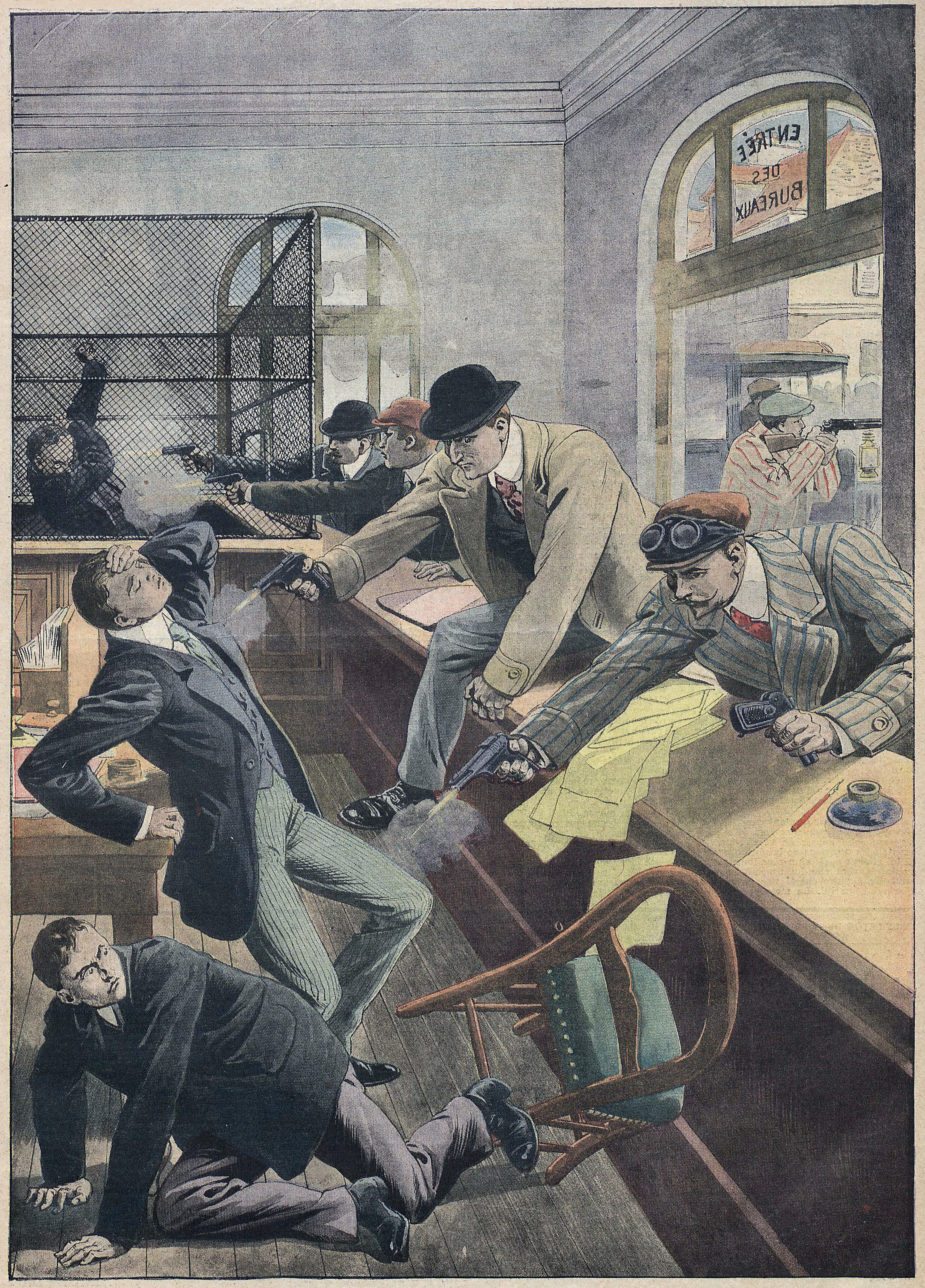
Bankoverval te Chantilly

Jules Joseph Bonnot (Pont-de-Roide, 14 oktober 1876 – Parijs, 28 april 1912) was een Frans anarchist en leider van de zogenaamde ‘Bonnot-bende’ die in de jaren 1911-1912 meerdere bankovervallen en moorden pleegde.

## Leven
Bonnot was de zoon van een metaalarbeider en verloor op tienjarige leeftijd zijn vader. Hij verliet al vroeg school en kwam ook al snel met de politie in aanraking, onder andere wegens geweldpleging tegen een agent. Van 1897 tot 1900 diende Bonnot in het Franse leger, waar hij automonteur was en leerde autorijden en schieten. Vervolgens ging hij werken als mecanicien. In 1901 huwde hij de jonge kleermaakster Sophie-Louise Burdet en verhuisde met haar naar Zwitserland. In 1903 hing zijn oudere broer zich op na een mislukte liefde, een gebeurtenis die hem zeer aangreep.
Bonnot raakte rond de eeuwwisseling steeds nadrukkelijker in het anarchistisch vakbondwerk geëngageerd. Hij organiseerde stakingen en al snel kwam hij als agitator op een zwarte lijst te staan. Hierdoor verloor hij zijn baan en had hij veel moeite om opnieuw werk te vinden. Op zoek naar werk verhuisde hij met zijn vrouw en dochter vanuit Zwitserland, eerst naar Lyon (waar hij als automonteur werkte, maar ook weer werd ontslagen) en in 1907 naar Saint-Étienne, waar hij opnieuw mecanicien werd. Nadat hij zijn baas met een ijzeren staaf had geslagen werd hij echter ook daar weer ontslagen, waarna zijn vrouw hem verruilde voor de secretaris van de vakbond waarvan hij lid was. Voor Bonnot was dat reden om zich van syndicalisme af te keren, maar ook om zijn standpunten te verharden. Na een kort verblijf in Londen, waar hij korte tijd chauffeur was van Arthur Conan Doyle, verhuisde hij naar Romainville, nabij Parijs. Daar zocht hij vervolgens aansluiting bij een door de individualistisch-anarchistische denker Max Stirner en de Franse anarchist Ravachol geïnspireerde groep radicale anarchisten. Deze groep was de bakermat voor wat kort daarna de ‘Bonnot-bende’ werd.

## Bonnot-bende
Naast Bonnot zelf, die zich in 1911 als een der laatsten bij de groep aansloot, bestond de 'Bonnot-bende' uit:
- Octave Garnier (1889-1912), een Belgisch deserteur, oprichter van de oorspronkelijke groep
- Raymond Callemin (1890-1913), een Belgisch deserteur, bijgenaamd ‘la science’, vanwege zijn leeshonger
- René Valet (1890-1912), een Belgisch deserteur
- André Soudy (1892-1913), een Frans syndicalistisch activist
- Édouard Carouy (1883-1913), een Belgisch metaalarbeider
- Jean De Boé (1889-1974), een Belgisch anarchist
- Eugène Dieudonné (1884-1944), een anti-militarist uit Nancy
- Jeanne Belardi, een Italiaans anarchiste
- Anna Dondon, een bekende vervalster van papieren
- Marie Vuillemin, een Belgische
- Élie Monier, een Belgische deserteur

Ook de bekende activist en oprichter van het anarchistische tijdschrift “l’Anarchie” Victor Serge nam regelmatig deel aan discussies binnen de groep, maar nam later geen deel aan de uiteindelijke bende-activiteiten.

## Misdaad en geweld
Direct na zijn toetreden tot deze militant-anarchistische 'bende' begon Bonnot een gewelddadige, harde richting te propageren. Zijn eerste misdaad beging hij in de ochtend van 21 december 1911, in Montmartre: een geldloper werd bij een bank in koelen bloede van achteren neergeschoten en beroofd. Voorbijgangers probeerden de overvallers nog aan te houden, maar deze sprongen in een grote gereedstaande (gestolen) auto en snelden al schietend weg. Met name door deze vlucht in de auto baarde de overval toentertijd erg veel opzien.
Hoewel Bonnot nooit de echte leider van de groep is geweest, werd in de pers al snel de naam ‘Bonnot-bende’ gehanteerd, nadat Bonnot zich, gewapend met een automatisch geweer, bij een krant kwam beklagen over de dagelijkse berichtgevingen betreffende de bende. 
Na de eerste spectaculaire misdaad door de ‘Bonnot-bende’ volgden er nog meerdere, veelal volgens hetzelfde recept. Op 31 december 1911 schoten ze een bewaker neer toen ze in Gent een auto probeerden te stelen, een paar dagen later beroofden en vermoordden en ze (met hamers en messen) te Thiais een eenennegentig jarige rentenier en diens bediende, om opnieuw per auto te vluchten. Op 28 februari 1912 reed een auto met leden van de bende in Parijs een vrouw omver, waarna de politie de achtervolging inzette; een agent wist op de treeplank van de auto te springen en werd vervolgens doodgeschoten. Diezelfde nacht werd door de bende een hotel in Pontoise overvallen, waarbij ze opnieuw schietend ontkwamen. In april 1912 volgde nog een autodiefstal in Parijs: Bonnot zwaaide midden op de weg met een zakdoek waarop de auto stop hield, vervolgens verschenen de andere bendeleden en schoten twee inzittenden dood; in de nacht daarna volgde een bankoverval te Chantilly, in de gestolen auto, waarbij opnieuw een dode en meerdere zwaargewonden vielen. “Wederom de autobandieten”, kopten alle Franse kranten. De toon in de Franse media, die aanvankelijk nog gedomineerd werd door sensatie, werd steeds grimmiger.
Inmiddels was de politie door getuigenverklaringen achter de identiteit van diverse bendeleden gekomen en arresteerde begin maart De Boé en Dieudonné. Ze werden beschuldigd van medeplichtigheid aan de overval te Montmartre. Garnier schreef vervolgens een in alle kranten gepubliceerde ‘brutale’ brief aan de politie dat Dieudonné niet bij die misdaad aanwezig was geweest en dat hij vrijgelaten moest worden. Korte tijd later werd ook Callemin bij vrienden gearresteerd. De hoofdleden van de bende, Garnier en Bonnot, waren echter nog onvindbaar.

## Dood van Bonnot
Op 24 april 1912 kreeg de politie een tip dat Bonnot zich op zou houden in een huis te Ivry-sur-Seine. Toen twee agenten en een rechercheur poolshoogte gingen nemen begon Bonnot meteen te schieten, doodde een van de agenten en verwondde de inspecteur. Gewond aan zijn arm wist hij vervolgens te vluchten. Vervolgens werd hij opnieuw gelokaliseerd op een bouwterrein Choisy-le-Roi, in een autogarage. In de vroege ochtend van 29 april bereidde de politie een belegering van de garage voor, met een groot aantal manschappen. Ook de pers kwam in groten getale opdraven. Bonnot begon al snel vanuit het huis te schieten en er volgde een urenlange schietpartij. Ondertussen werd het steeds drukker op het terrein, vooral met gewoon publiek. Rond 12 uur waren er 30.000 mensen aanwezig. Aan het begin van de middag besloot de politie het huis op te blazen met behulp van dynamiet. De eerste keer mislukte dat, maar de tweede keer volgde een geweldige explosie. Toen de politie vervolgens het huis binnendrong, werd Bonnot in een kamer gevonden, badend in het bloed. Hij had zichzelf met twee kogels door het hoofd van zijn leven beroofd. Naast hem lag een briefje waarop stond: “Dieudonné is onschuldig”.

## Afwikkeling
Begin mei werd ook Garnier, samen met Valet, opgespoord in een woning te Nogent-sur-Marne, even buiten Parijs. Net als bij Bonnot werden beide na een lange belegering van het huis, opnieuw onder veel publieke aandacht, uiteindelijk gedood door een dynamietexplosie.
In februari 1913 volgde het proces tegen de overlevenden van de ‘Bonnot-bende’. Callemin had een nihilistisch verweer geschreven, waarin hij onder meer stelde: “waarom zou ik niet het recht hebben appels en druiven te eten omdat ze van meneer X zijn; wat heeft hij meer gedaan dat hij er alleen maar zou mogen profiteren”. Uiteindelijk werden Callemin, Soudy, Monnin en in eerste instantie ook Dieudonné ter dood veroordeeld. De straf van Dieudonné, die in dramatische bewoordingen bleef volhouden onschuldig te zijn, werd later omgezet in levenslange dwangarbeid in Frans Guyana, samen met De Boé. De andere ter dood veroordeelden werden op 21 april geëxecuteerd met de guillotine. Carouy had eerder al zelfmoord gepleegd in de gevangenis. Victor Serge werd wegens betrokkenheid tot vijf jaar veroordeeld, puur vanwege zijn lidmaatschap van de bende, zonder dat hij betrokken was bij de diverse misdaden van de bende.

## Trivia
- Onder Bonnots laatste bezittingen, werd, naast wat kleren, een boek van Anatole France gevonden: Crainquebille, een roman over sociale onrechtvaardigheid: een man wordt om een klein vergrijp tot gevangenisstraf veroordeeld en na zijn vrijlating afgewezen door zijn geliefde.
- In 1968 kwam in Frankrijk “La bande à Bonnot” uit. Deze film over de bende van Bonnot, geregisseerd door Philippe Fourastié met Bruno Crémer, Annie Girardot en Jacques Brel in de hoofdrollen, paste in de Bonnie en Clyde-traditie. Mede op basis van de film kregen Bonnot en consorten eind jaren zestig onder een aantal nieuwe anarchistische groeperingen plots een soort cult-status.

## Fotogalerij ‘Bonnot-bende’

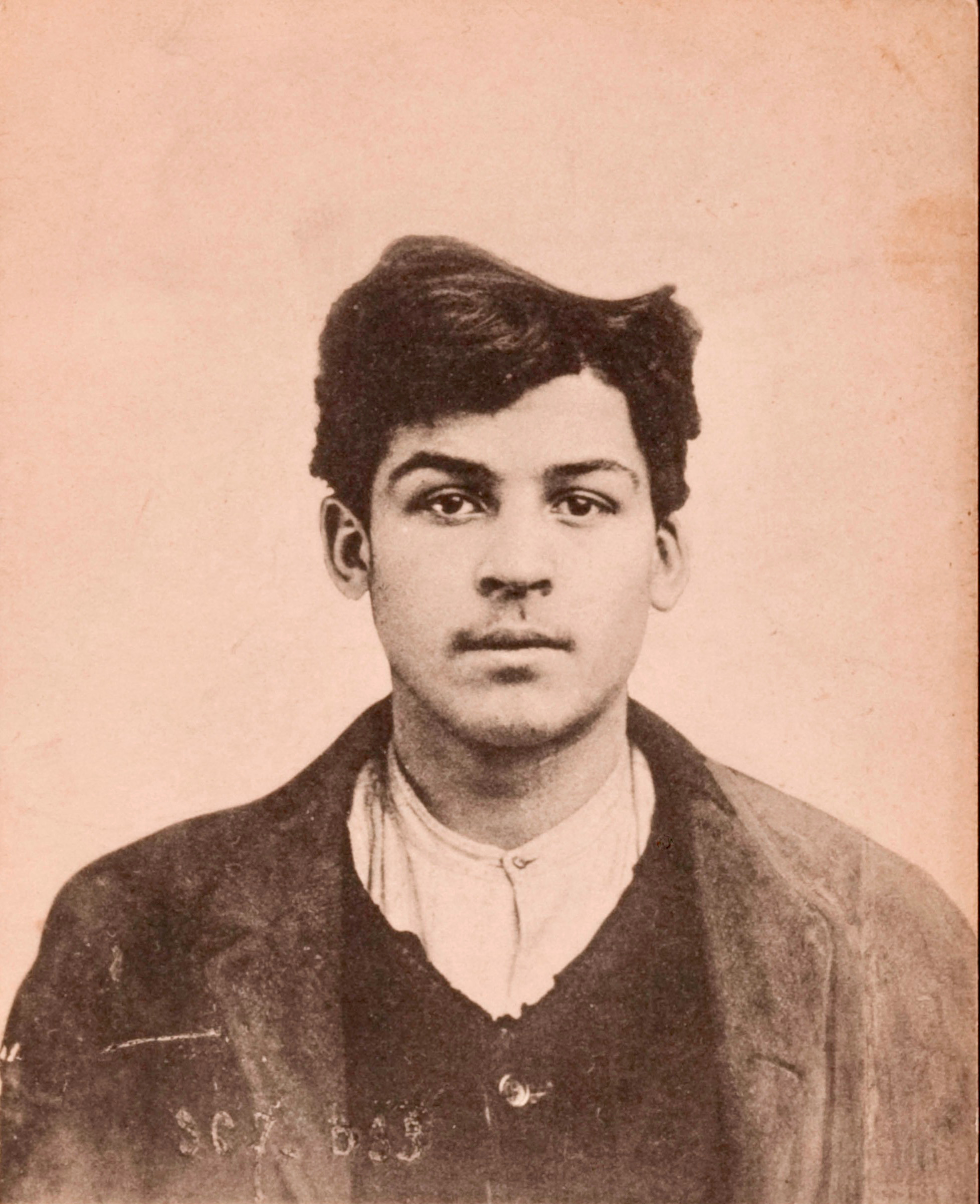
Octave Garnier
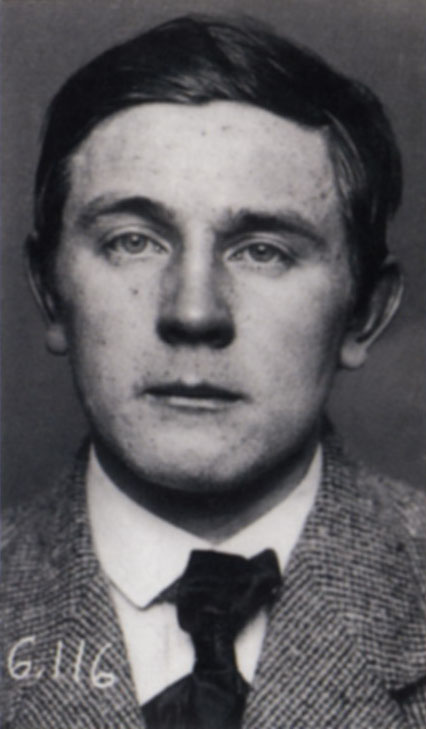
Raymond Callemin
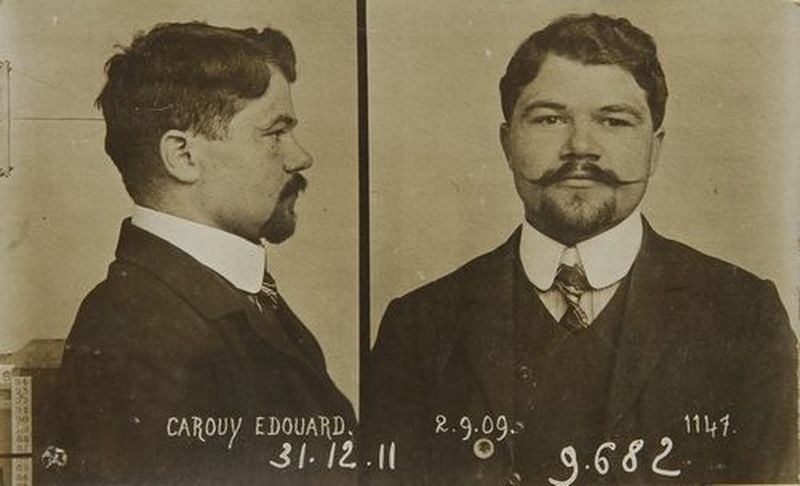
Édouard Carouy
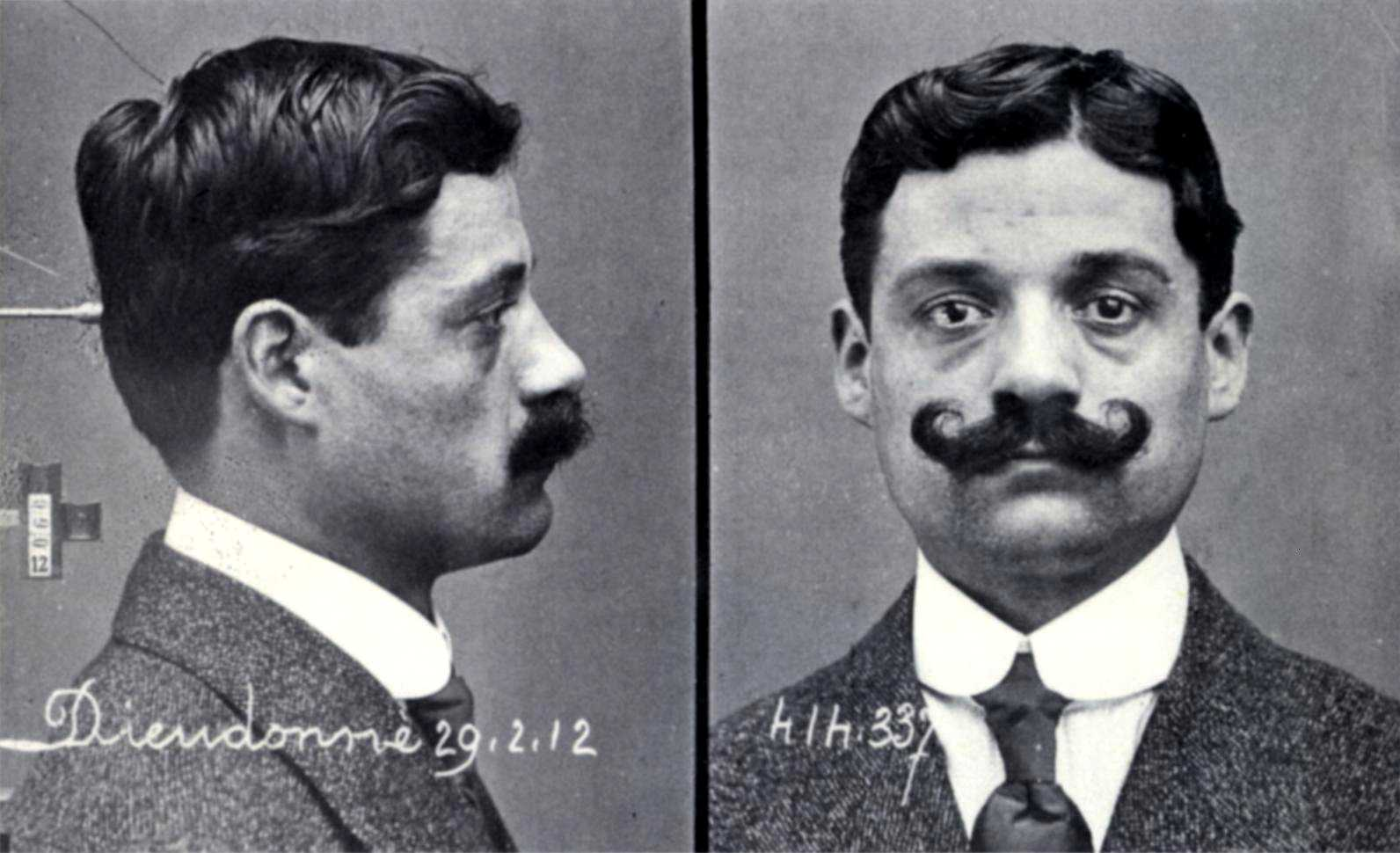
Eugène Dieudonné
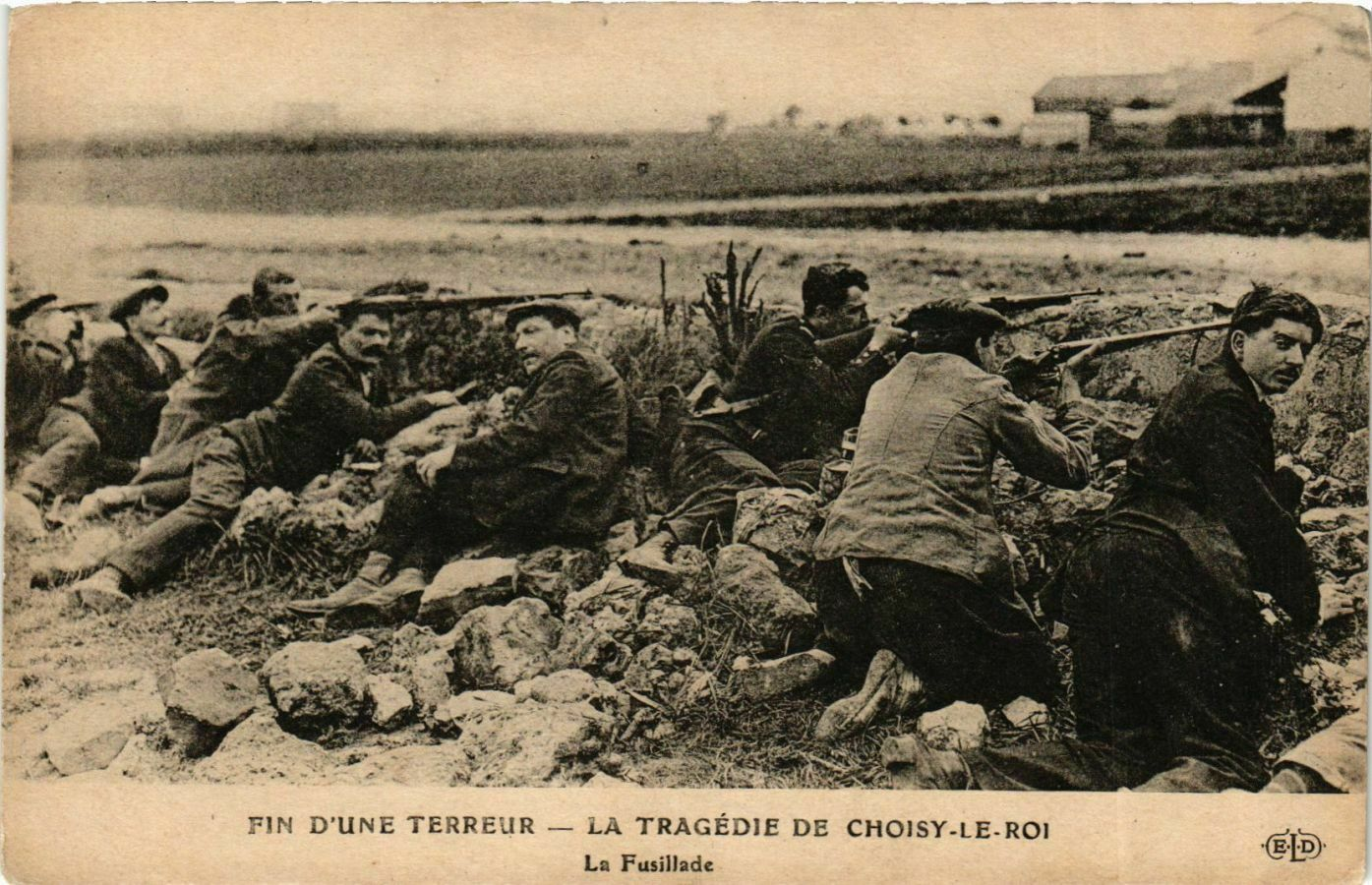
Belegering Bonnot april 1912
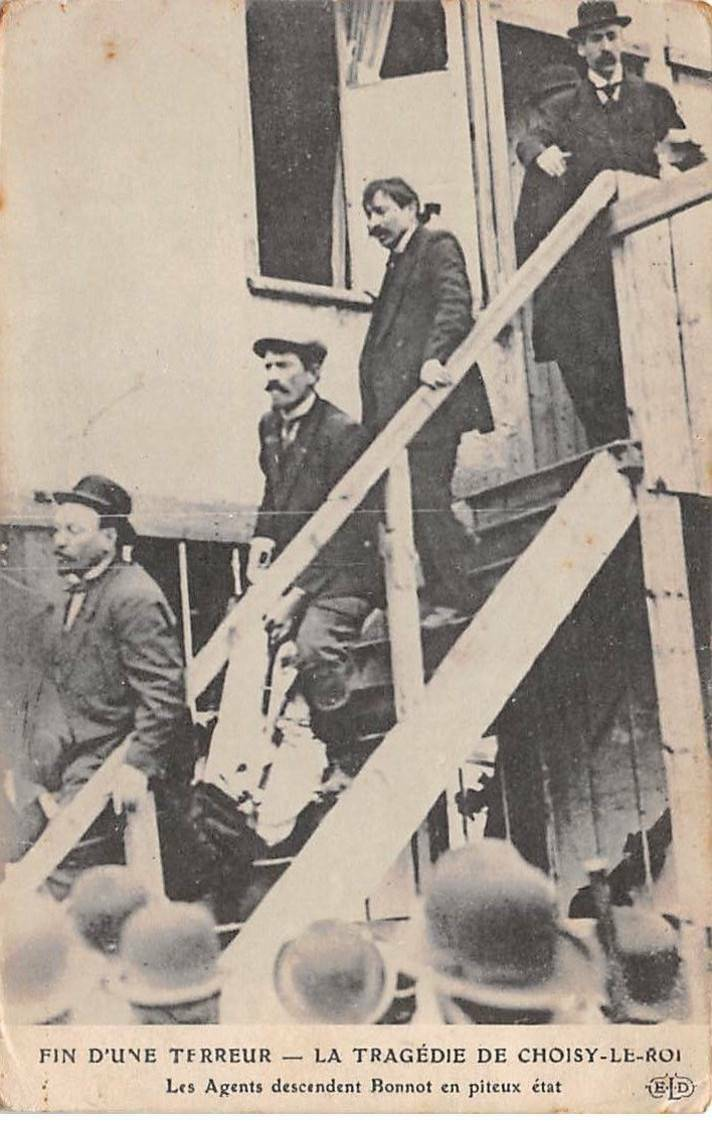
Agenten dragen lichaam Bonnot naar buiten
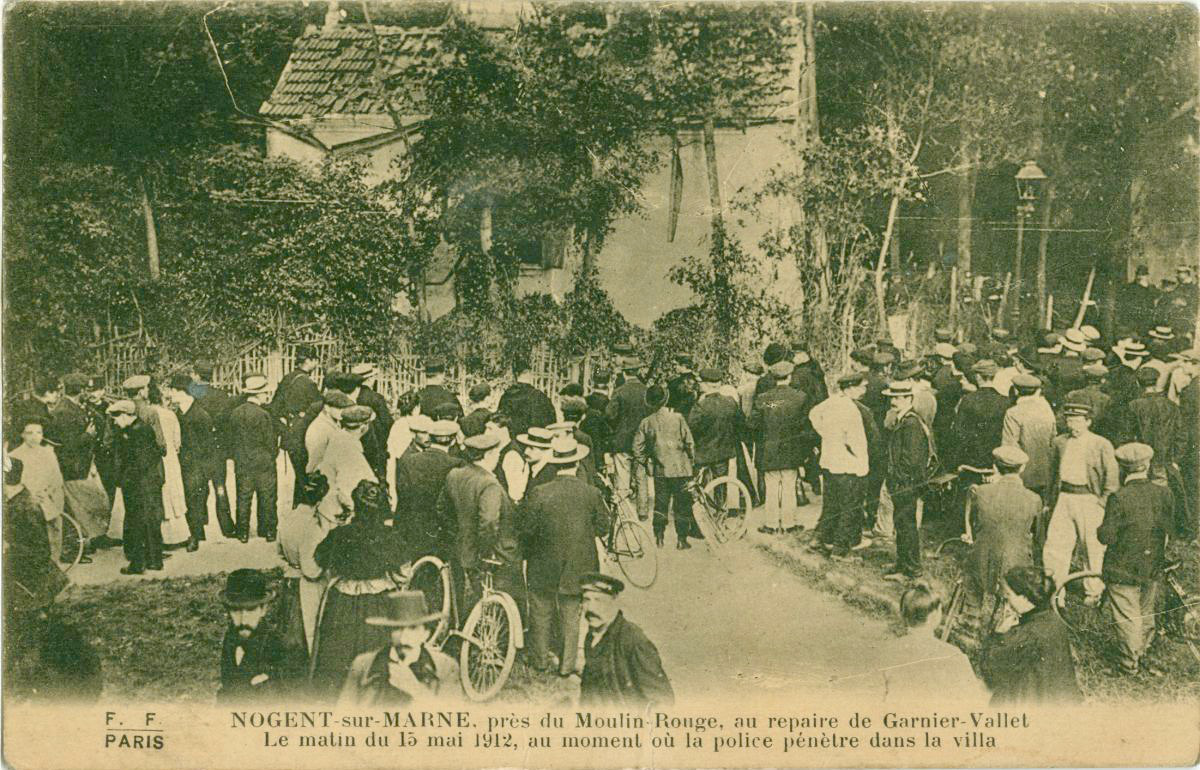
belegering Garnier en Valet, mei 1912
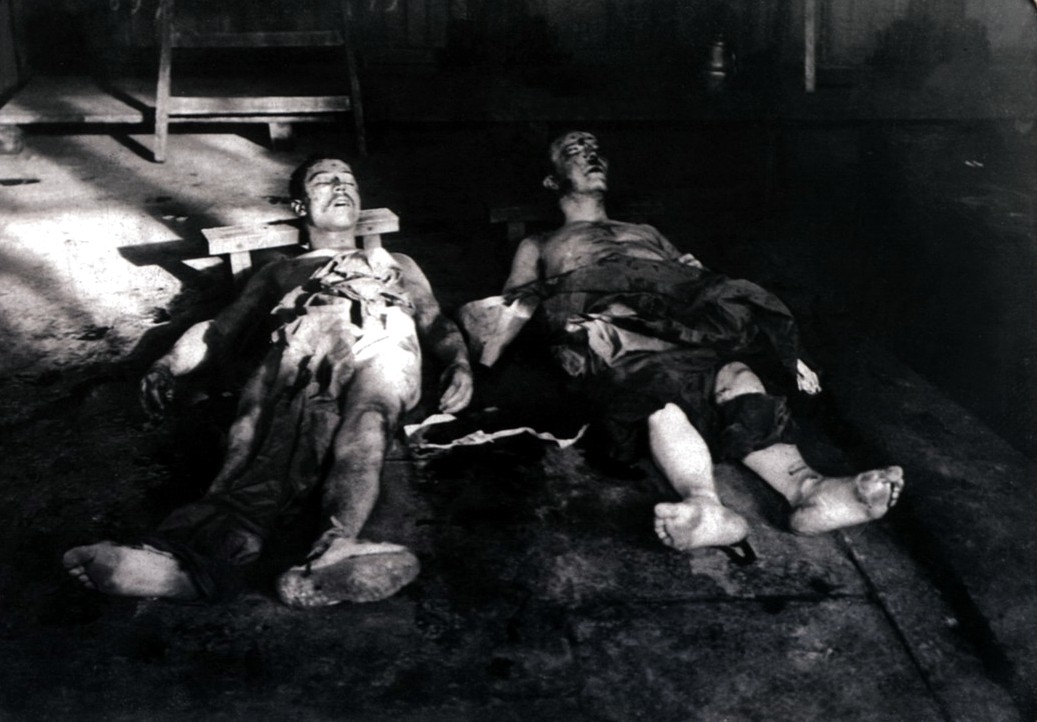
lichamen Garnier en Valet
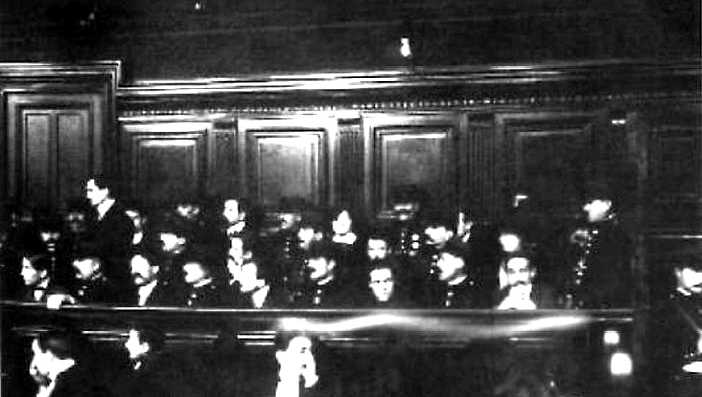
Proces tegen Bonnot-bende
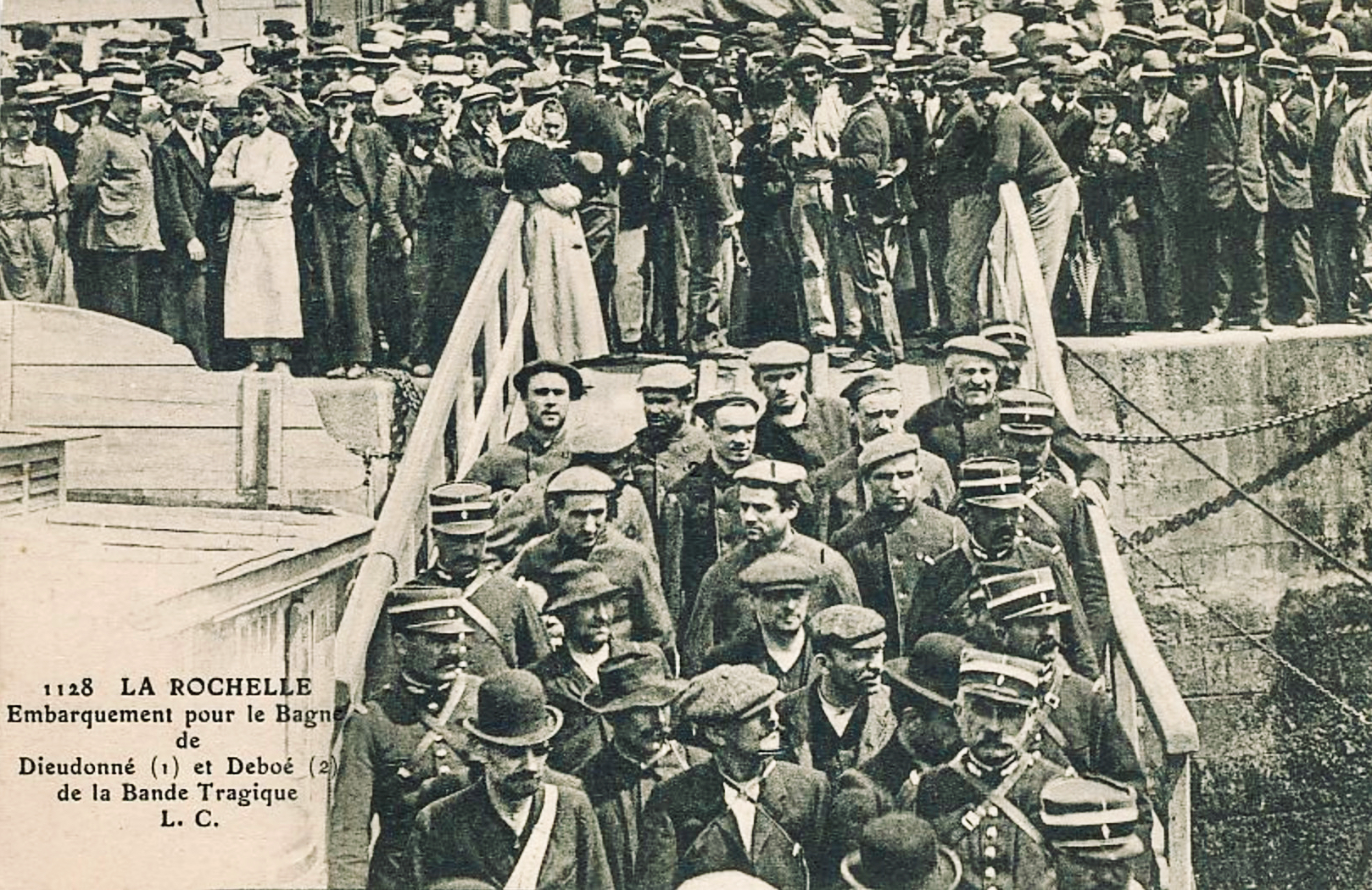
Dieudonné en De Boé verscheept naar Guyana